# Pianura di Sharon
La pianura di Sharon o Saron (in ebraico עמק שרון‎?, Emek Sharon, letteralmente Valle di Sharon) è una pianura costiera situata nella parte centrale di Israele. È una delle zone più densamente popolate di Israele, la città principale è Netanya (circa 190000 abitanti).
La pianura di Sharon è delimitata a occidente dal mar Mediterraneo, a nord dal monte Carmelo, a est dalla Samaria e a sud dall'area metropolitana di Tel Aviv (geograficamente il fiume Yarkon è invece considerato il suo limite meridionale estremo).
All'interno della Bibbia è citata in Giosuè 12,18; 1 Cronache 5,16 e 27:29; Cantico 2,1, Isaia 33,9, 35,1-2 e 65,10; Atti 9,35.